# Keflavík
Keflavík (PRONÚNCIA) é uma cidade do sudoeste da Islândia.        
Está situada no lado norte da península de Reykjanes, e localizada a 45 km a sudoeste da capital Reiquiavique.
É mais conhecida por ter sido uma base militar dos Estados Unidos (1951-2006) e pelo seu Aeroporto Internacional de Keflavík.

Tem 21 847 habitantes (2024), e é sede da comuna de Reykjanesbær com 22 499 habitantes (2024).
Foi unida à cidade de Njarðvík e à comuna de Hafnir, para formar a nova comuna de Reykjanesbær.

## Etimologia
O topónimo Keflavík deriva das palavras nórdicas antigas kefli (”rolo”, ”toro”, em alusão à madeira à deriva nas águas do local) e vík (”enseada”, ”baía”).

## História
Encontrada no século XVI, Keflavík se desenvolveu graças à pesca e o processo industrial desse setor, encontrado por empresários e engenheiros escoceses.
O crescimento gradual de Keflavík continuou com o desenvolvimento do setor aéreo no Aeroporto Internacional de Keflavík, o qual foi construído pelos Estados Unidos durante a década de 1940. O aeroporto serviu de localidade para uma significativa base militar da OTAN e também serviu para o reabastecimento de aviões.
Na Guerra Fria, a Estação Aérea Naval de Keflavík executou um importante papel, monitorando os navios e submarinos do Mar da Noruega até o Mar da Groenlândia, dentro do Oceano Atlântico.
Durante a Guerra Fria, forças provenientes da Força Aérea dos Estados Unidos foram adicionadas no território para promover a monitoração com radares, o reabastecimento de voos e o resgate aéreo e marinho. Depois da queda da União Soviética, o papel da base se tornou desprezível. A base foi oficialmente fechada no dia 30 de setembro de 2006 e os Estados Unidos retiraram os 30 militares restantes da base. O Aeroporto Internacional de Keflavík continuou funcionando, com o papel de ser o principal centro internacional da Islândia.
Na Islândia, a cidade foi utilizada como um centro de músicos durante as décadas de 1960 e 1970. Desta forma, Keflavík ficou conhecida como bítlabærinn ou, em inglês, "The Beatle Town".

## Economia
Keflavík dispõe de um moderno porto, e é um importante centro de pesca e de fabrico de conservas de peixe. Nos nossos dias, vive também do turismo e do movimento do seu aeroporto internacional.

## Transportes
O Aeroporto Internacional de Keflavík (Keflavíkurflugvöllur) é o maior aeroporto internacional da Islândia.